# Семакин, Виталий Юрьевич
Вита́лий Ю́рьевич Сема́кин (10 августа 1976, Шахты, Ростовская область, СССР) — российский футболист, полузащитник, тренер.

## Биография
Воспитанник РО УОР Ростов-на-Дону. Профессиональную карьеру провёл в 1992—2010 годах в клубах низших дивизионов России «Ростсельмаш»-д (1992), «Шахтёр» Шахты (1992—1995, 1998), СКА Ростов-на-Дону (1996—1997, 2002), «Химки» (1999—2001), «Тюмень» (2001), «Локомотив» Чита / ФК «Чита» (2003—2006), «Звезда» Иркутск (2006—2007), «Батайск-2007» (2008), МИТОС (2010). В чемпионате Ростовской области играл за клубы «Донгаздобыча» Сулин (2009, 2012), «Чайка» Песчанокопское (2013—2014).
Победитель зоны «Центр» (2000) и зоны «Восток» (2006) второго дивизиона, обладатель Кубка ПФЛ (2006).
В 2013 — феврале 2016 и с апреля 2018 — главный тренер «Чайки». Под его руководством клуб в 2019 году вышел в Первенство ФНЛ — второго по значимости дивизиона профессионального футбола в России. По итогам сезона-2018/19 признан лучшим тренером группы «Юг» Первенства ПФЛ.